# Damiana Kryygi (documental)
Damiana Kryygi es una película documental argentina de 2015 escrita, dirigida y producida por Alejandro Fernández Mouján.

## Premios y nominaciones

### Premios Cóndor de Plata
La 64° edición de los Premios Cóndor de Plata se llevará a cabo en junio de 2016.
| Año  | Categoría        | Nominado                   | Resultado |
| ---- | ---------------- | -------------------------- | --------- |
| 2016 | Mejor documental | Alejandro Fernández Mouján | No ganó   |